# Monarcha Jamajki
Monarcha Jamajki – tytuł głowy państwa Jamajka, którą obecnie jest król Karol III. Jamajka jest jednym z królestw Wspólnoty Narodów (Commonwealth Realm), podobnie jak Kanada czy Saint Lucia, która związana jest unią personalną z Koroną brytyjską.

## Tytulatura
Tytuł Karola III jako króla Jamajki brzmi:
- Charles  III, by the Grace of God, King of Jamaica and His other Realms and Territories, Head of the Commonwealth
- Karol III, Z Bożej łaski król Jamajki i jego innych Królestw i Terytoriów, głowa Wspólnoty Narodów.

Króla na Jamajce zastępuje gubernator generalny.

## Monarchowie Jamajki
- 1962-2022: Elżbieta II
- od 2022: Karol III